# 龚维斌
龚维斌（1965年6月—），男，汉族，安徽长丰人，中华人民共和国政治人物。

## 生平
1991年毕业于合肥师范学院（原安徽教育学院）外语系。1994年3月加入中国共产党。1994年获中国人民大学社会学硕士学位。1997年获中国社会科学院社会学博士学位。
1997年博士毕业后在国家行政学院任教，曾在美国锡拉丘兹大学马克斯威尔学院和英国约克大学访问进修。2013年，任国家行政学院应急管理培训中心（应急管理教研部）主任、中欧应急管理学院院长、社会治理研究中心主任。
2021年6月，任中共中央党校（国家行政学院）教育长（副部长级）。2022年4月，任中共中央党校副校长。同年5月，任国家行政学院副院长职务。